# Колышлей (станция)
Колышле́й — железнодорожная станция Мичуринского региона Юго-Восточной железной дороги на участке Пенза — Ртищево Нижегородско-Харьковского хода (линия электрифицирована в 1965 году). Расположена в рп. Колышлее Пензенской области. Через станцию осуществляются пассажирские перевозки в Адлер, Анапу, Екатеринбург, Новороссийск, Нижний Новгород, Белгород, Новосибирск, Самару, Тольятти, пригородные перевозки в Ртищево, Пензу.

## История
Станция открыта в 1896 году.. Своё название получила от протекающей неподалёку реки Колышлей. Вокруг станции быстро начал развиваться торговый посёлок с церковью, школой, почтой и телеграфом, а также с отделениями банков, магазинами. На станцию прибывали поезда с лесом, нефтью, каменным углем, рыбой, отправлялись зерно и мука. В 1965 году станция была электрифицирована переменным током напряжением  25 кВ.

## Деятельность
На станции осуществляются:
- продажа билетов на все пассажирские поезда;
- приём, выдача багажа;
- приём и выдача повагонных отправок грузов, допускаемых к хранению на открытых площадках станций;
- приём и выдача грузов повагонными и мелкими отправками, загружаемых целыми вагонами, только на подъездных путях и местах необщего пользования;
- приём и выдача повагонных отправок грузов, требующих хранения в крытых складах станций[6]

## Поезда дальнего следования
По состоянию на декабрь 2018 года через станцию курсируют следующие поезда дальнего следования:

### Круглогодичное движение поездов
| № поезда | Маршрут движения               | № поезда | Маршрут движения               |
| -------- | ------------------------------ | -------- | ------------------------------ |
| 123      | Новосибирск — Белгород         | 124      | Белгород — Новосибирск         |
| 133      | -                              | 134      | Анапа — Томск                  |
| 339      | Нижний Новгород — Новороссийск | 340      | Новороссийск — Нижний Новгород |

### Сезонное движение поездов
| № поезда | Маршрут движения | № поезда | Маршрут движения |
| -------- | ---------------- | -------- | ---------------- |
| 473      | Самара — Анапа   | 474      | Анапа — Самара   |
| 501      | -                | 502      | Анапа — Киров    |
| 549      | Тольятти — Адлер | 550      | Адлер — Тольятти |